# Medaglia Albert Einstein
La medaglia Albert Einstein è un riconoscimento che viene attribuito dal 1979 dalla Fondazione Lewis e Rosa Strauss a scienziati che hanno ottenuto risultati  di rilievo in campi affini a quelli in cui si distinse il celebre fisico di origine tedesca che dà il nome al premio. 

## Vincitori del premio
- 2024: George Efstathiou
- 2023: Luc Blanchet
- 2020: Event Horizon Telescope
- 2019: Clifford Martin Will
- 2018: Juan Martín Maldacena
- 2017: LIGO Scientific Collaboration e Virgo Collaboration
- 2016 - Aleksej Jur'evič Smirnov
- 2015 - Stanley Deser, Charles Misner
- 2014 - Tom W. B. Kibble
- 2013 - Roy Kerr
- 2012 - Alain Aspect
- 2011 - Adam Riess, Saul Perlmutter
- 2010 - Hermann Nicolai
- 2009 - Kip Stephen Thorne
- 2008 - Beno Eckmann
- 2007 - Reinhard Genzel
- 2006 - Gabriele Veneziano
- 2005 - Murray Gell-Mann
- 2004 - Michel Mayor
- 2003 - George F. Smoot
- 2001 - Johannes Geiss, Hubert Reeves
- 2000 - Gustav Andreas Tammann
- 1999 - Friedrich Hirzebruch
- 1998 - Claude Nicollier
- 1996 - Thibault Damour
- 1995 - Chen Ning Yang
- 1994 - Irwin Shapiro
- 1993 - Max Flückiger, Adolf Meichle
- 1992 - Peter Bergmann
- 1991 - Joseph Hooton Taylor Jr.
- 1990 - Roger Penrose
- 1989 - Markus Fierz
- 1988 - John Archibald Wheeler
- 1987 - Jeanne Hersch
- 1986 - Rudolf Mössbauer
- 1985 - Edward Witten
- 1984 - Victor Weisskopf
- 1983 - Hermann Bondi
- 1982 - Friedrich Traugott Wahlen
- 1979 - Stephen Hawking